# Cá nóc nhím gai dài
Cá nóc nhím gai dài (danh pháp hai phần: Diodon holocanthus), còn có tên là Cá nóc nhím vằn đen, là một loài cá thuộc họ Cá nóc nhím. Nó ăn các loài động vật thân mềm, cầu gai, cua ẩn tu, ốc, và cua. Nó săn mồi về ban đêm. Trong Đông y, loài cá này được sử dụng là thuốc.

## Hình ảnh

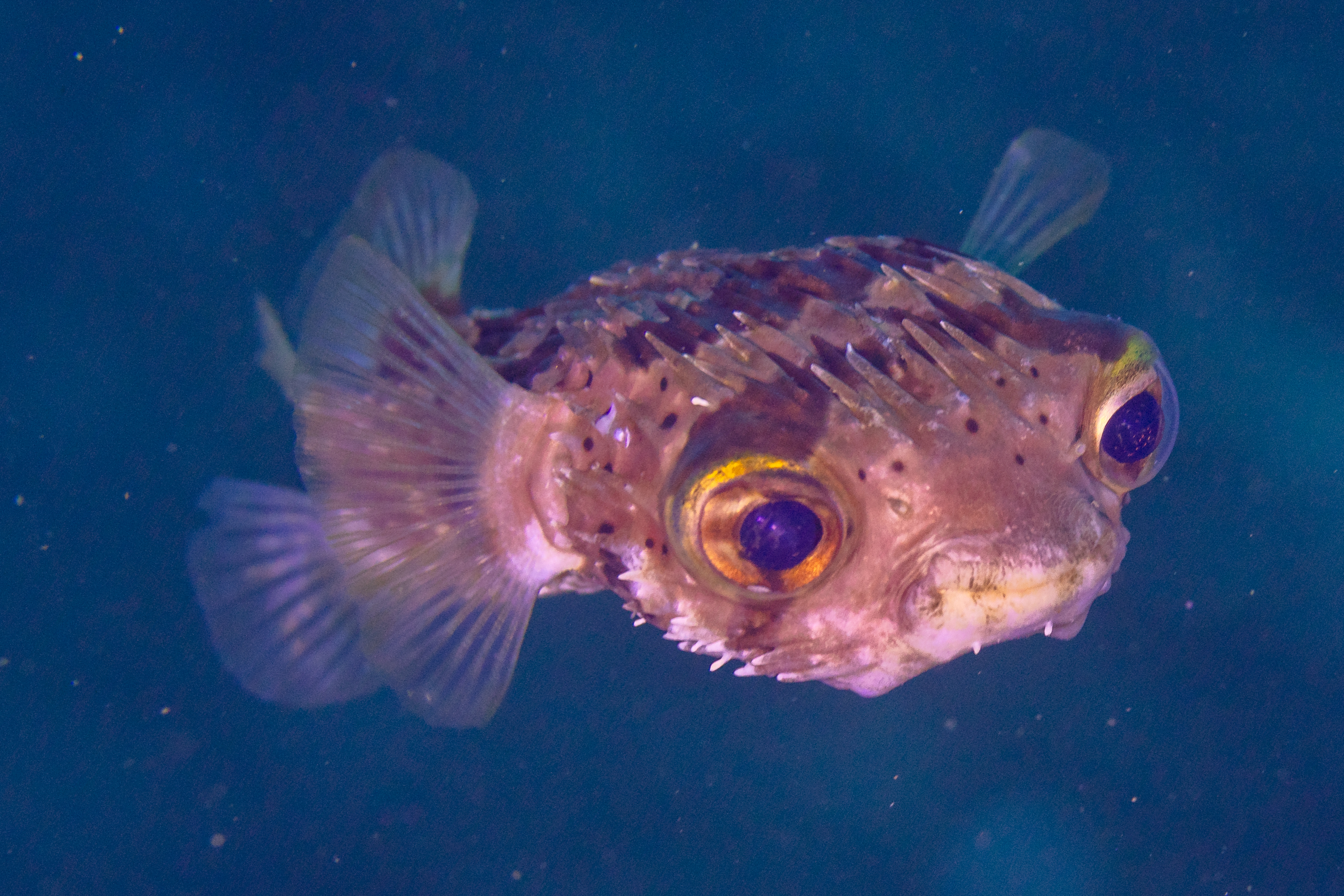
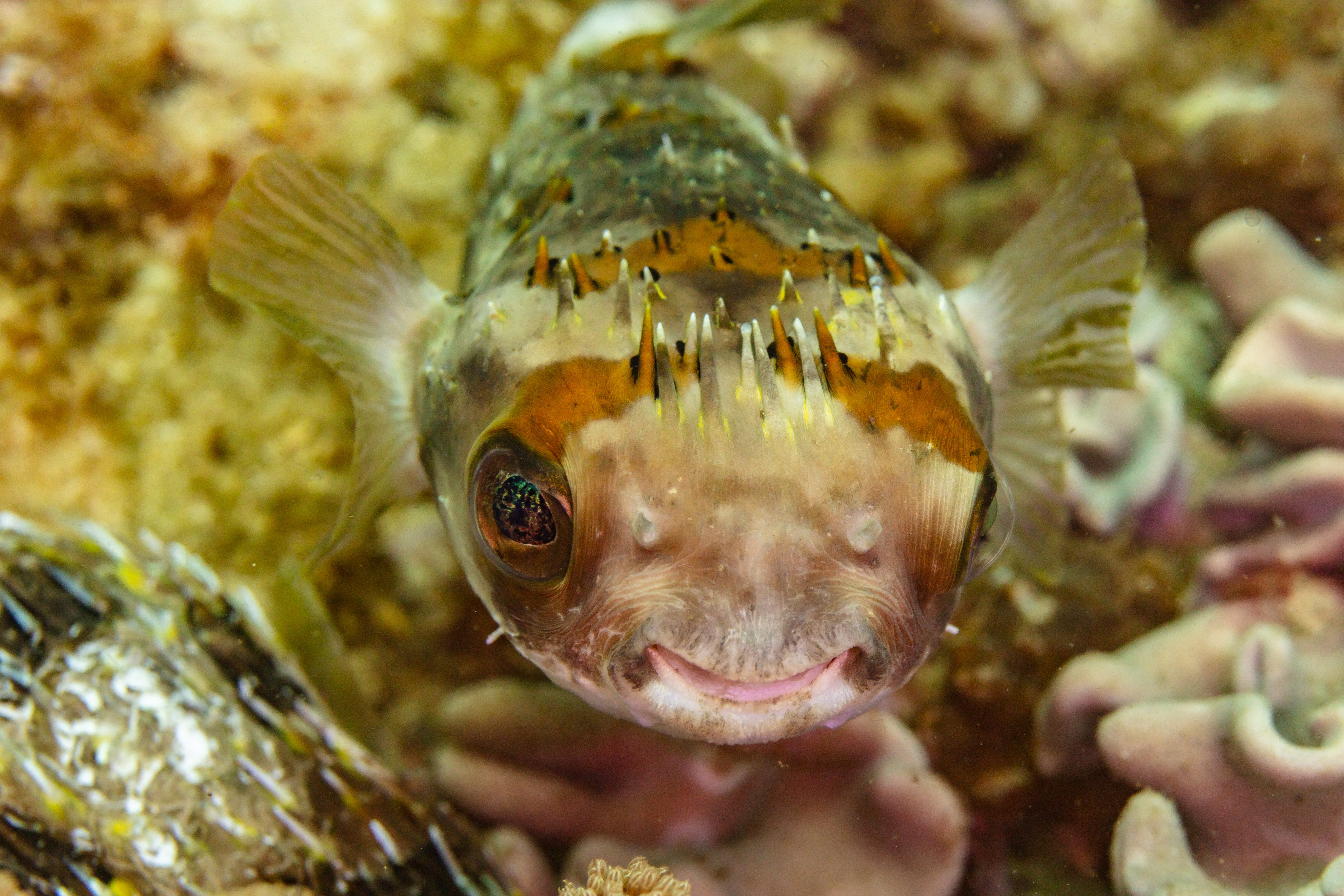
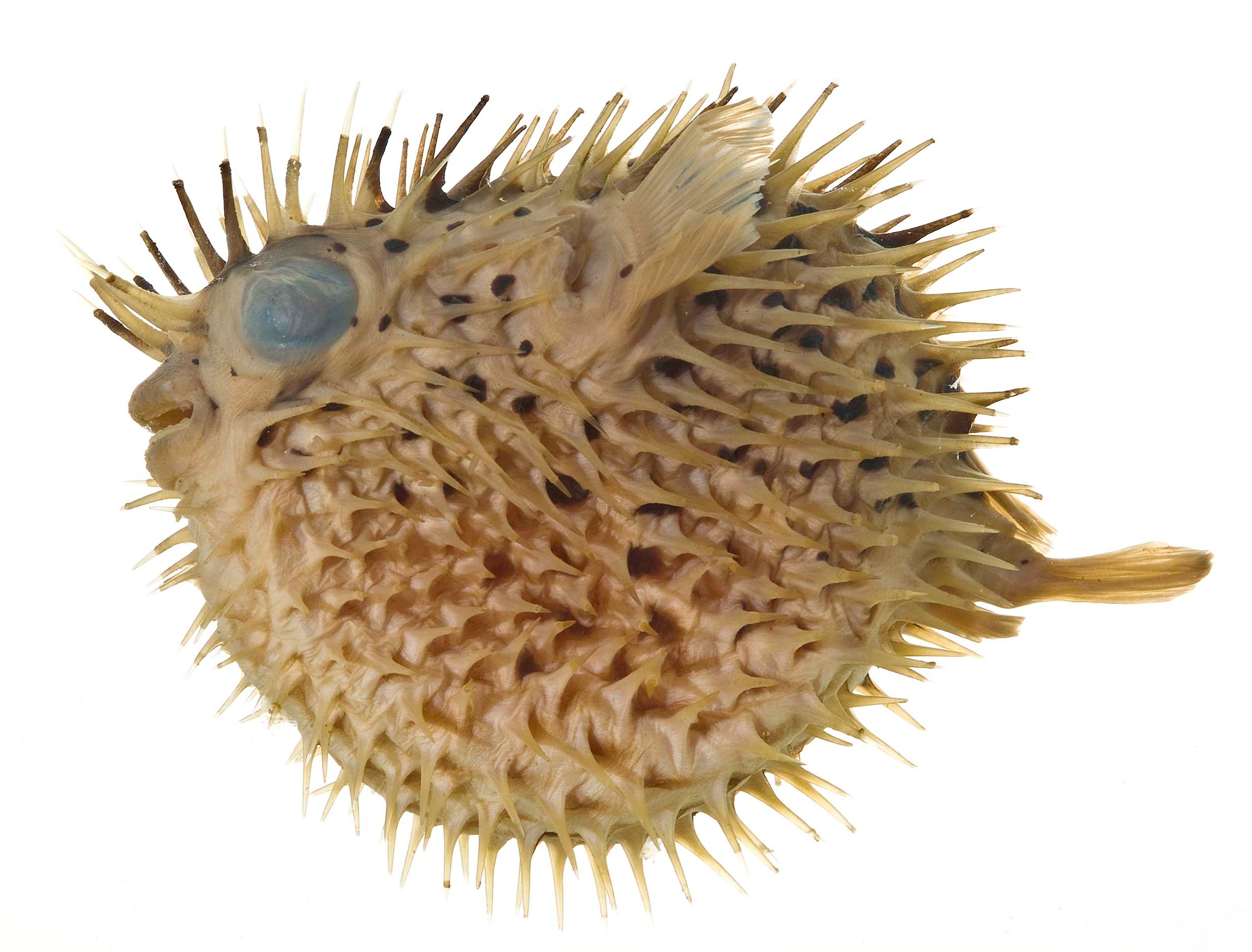
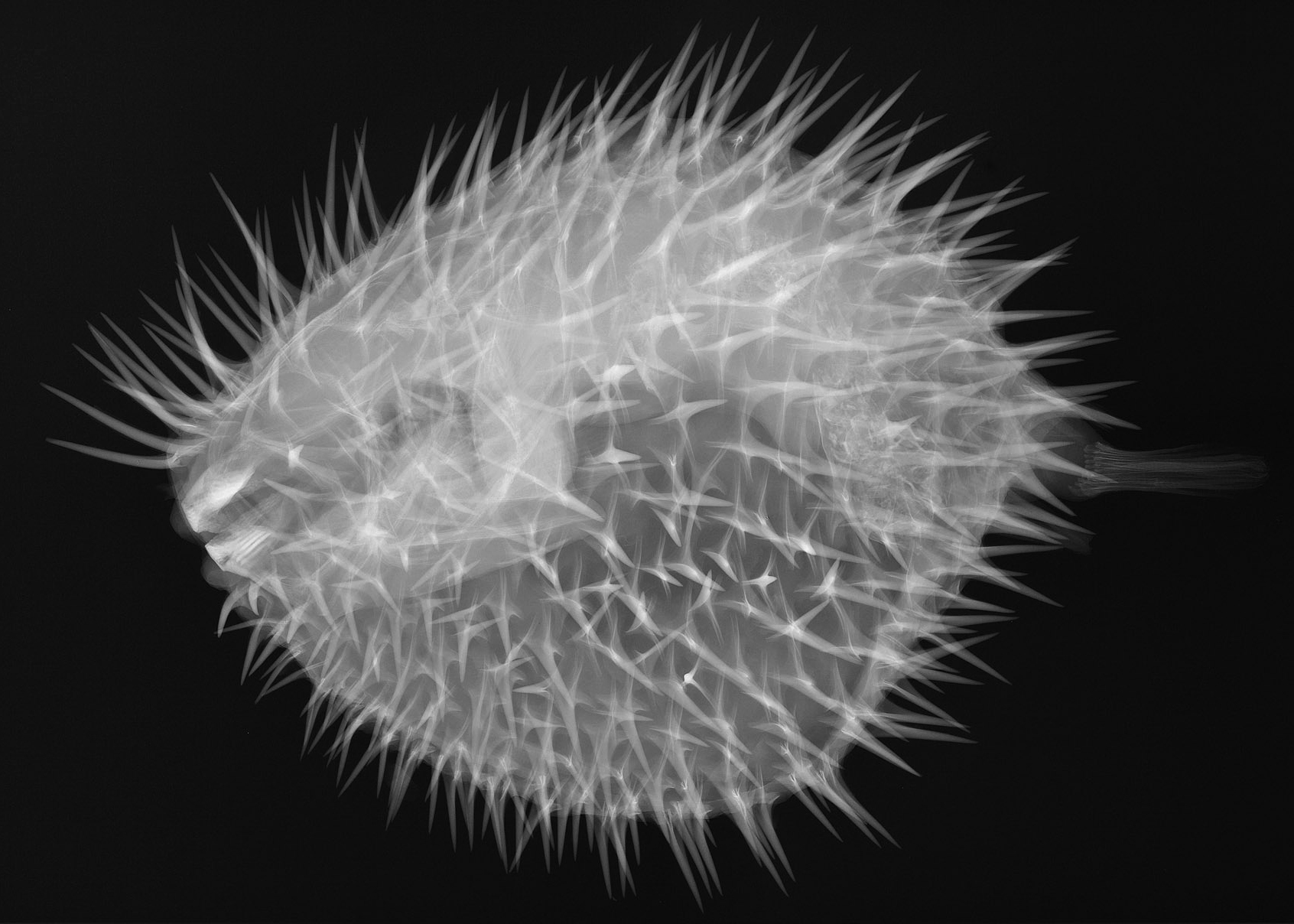